# Theridion yunnanense
Theridion yunnanense är en spindelart som beskrevs av Schenkel 1963. Theridion yunnanense ingår i släktet Theridion och familjen klotspindlar. Inga underarter finns listade i Catalogue of Life.